# Centru-dreapta
Centru-dreapta este denumirea dată unor mișcări politice moderate, ale căror doctrine conțin predominant elemente de dreapta. Printre aceste mișcări se numără creștin democrația, conservatorismul sau liberalismul.